# Pieter Willem Botha
(Pieter Willem Botha)
Pieter Willem Botha (Paul Roux, 12 gennaio 1916 – Wilderness, 31 ottobre 2006) è stato un politico sudafricano, noto anche con le iniziali P.W. o come Die Groote Krokodill (in afrikaans il grande coccodrillo), ministro della Difesa dal 1966 al 1980, Primo ministro del Sudafrica dal 1978 al 1984 e Presidente del Sudafrica dal 1984 al 1989.
Botha fu l'archetipo del politico afrikaner ostinato e realistico. Pur appartenendo al National Party e sostenendo con decisione il sistema dell’apartheid, Botha fu responsabile di alcune delle prime riforme del Sudafrica del secondo dopoguerra.
Egli dedicò tutta la sua vita politica al partito, all'anticomunismo e all'afrikanerdom, cioè al nazionalismo afrikaner, anche se il suo pragmatismo lo portò allo stesso modo a tentare una riforma moderata del sistema dell'apartheid e allentare in modo minimo alcune delle più rigide politiche razziali del governo contro la maggioranza nera, riforme che rimasero tali nonostante le grandi pressioni interne e internazionali e non volendo accettare mai, fino alla morte, la situazione del nuovo Sudafrica multirazziale.

## Biografia
Pieter Willem Botha nacque il 12 gennaio 1916 nella fattoria di Telegraaf, nel distretto di Paul Roux nello Stato Libero dell'Orange. Egli era l'unico figlio di due agricoltori afrikaner, Pieter Willem (stesso nome del figlio) e di Hendrina Prinsloo/de Wet, i quali avevano avuto in tutto già nove figli dai loro precedenti matrimoni (rispettivamente Pieter Willem senior aveva avuto quattro figli, Hendrina cinque). Pieter Willem senior aveva fatto parte dei commando che avevano combattuto i Britannici durante la Seconda guerra boera ed era un classico bittereinder, parola afrikaans che indica quei combattenti afrikaner che rifiutavano di ammettere la sconfitta alla fine della guerra, mentre Hendrina era stata rinchiusa nei campi di concentramento allestiti da Lord Kitchener, dove aveva perso due dei suoi figli.
P.W. Botha frequentò inizialmente la scuola di Paul Roux e in seguito la Voortrekker Secondary School di Bethlehem, una sorta di liceo, nel quale si diplomò.

### Carriera politica

#### Militanza nel National Party (1934-1958)
Nel 1934 Botha iniziò a studiare diritto al Grey University College (ora Free State University) a Bloemfontein. Durante questo periodo egli lavorò anche part-time come reporter del giornale Volksblad e fu un attivo membro della Afrikaanse Nasionale Studentbond, l'Associazione Nazionale degli Studenti Afrikaner. Fu in questo periodo e in questa città che egli entrò in contatto con movimenti associativi degli afrikaner, aderendo al Gesuiwerde National Party (GNP, Partito Nazionale Purificato) di Daniel François Malan, partito nato dall'opposizione di quest'ultimo alle politiche del governo guidato da James Munnik Barry Hertzog, diventandone uno degli organizzatori e iniziando così la sua carriera politica.
Botha iniziò a dare il suo contributo all'organizzazione del partito durante le elezioni suppletive del 1934, per poi diventare il segretario della sezione del partito presente all'interno dell'università: si racconta che, in tale ruolo, durante una visita di Malan al campus universitario, P.W. gli indirizzò un discorso che impressionò fortemente il leader politico, al punto che quest'ultimo gli propose un ruolo ufficiale per organizzare il partito; Botha accettò e abbandonò Bloemfontein e i suoi studi. Mentre lavorava a tempo pieno all'organizzazione del GNP, Botha riceveva anche uno stipendio come venditore di libri per conto della Nasionale Pers (ora Napers).
Nel 1939 partecipò con Theophilus Ebenhaezer Dönges e Balthazar Johannes Vorster alla formazione del ramo regionale di un'organizzazione chiamata Ossewabrandwag (in afrikaans: "guardiani dei carri trainati dai buoi"), associazione di matrice nazista e di cui Botha divenne un leader. Durante la Seconda guerra mondiale prese le distanze dall'Ossewabrandwag, forse più per evitare le prigioni britanniche che per convinzione (Vorster fece la scelta opposta). Attaccò violentemente l'organizzazione che aveva contribuito a creare e il nazionalsocialismo a cui essa si richiamava, dichiarandoli "pericolosi" e inconciliabili con i valori del nazional-Cristianesimo della società afrikaner. Nello stesso periodo, Malan impose a tutti i membri dell'NP di prendere le distanze in modo analogo dall'Ossewabrandwag.
Nel 1946, Botha riprese la propria ascesa all'interno nell'NP, partecipando con particolare fervore alla propaganda e alla denigrazione degli avversari politici. In particolare, fu vittima dei suoi attacchi Jan Hendrik Hofmeyr, delfino del primo ministro Jan Smuts, noto per il suo sostegno agli ideali dell'eguaglianza razziale. Eletto al parlamento nel 1948 come rappresentante della circoscrizione di George, Botha si schierò subito a favore della segregazione razziale e della protezione del popolo afrikaner.

#### Carriera governativa
Nel 1958 Botha fu scelto come vice-ministro nel governo di Hendrik Verwoerd. Tre anni dopo Verwoerd fece entrare nel proprio governo sia Botha che Vorster; il primo fu nominato Ministro dello Sviluppo delle Comunità con l'incarico specifico di gestire i rapporti del governo con i "meticci" (cape coloured), il secondo divenne Ministro della Giustizia. Nei confronti del governo a cui apparteneva Botha si dimostrò leale e disciplinato. Applicando coscienziosamente le nuove leggi sull'apartheid, procedette all'espulsione delle popolazioni di colore dal tristemente celebre District Six di Città del Capo, pur esprimendo alcune riserve personali sulle conseguenze di quella colossale deportazione.
Nel 1964 venne nominato Ministro dei Lavori Pubblici, e nel 1966 divenne presidente dell'NP nella Provincia del Capo e Ministro della Difesa nel governo ancora di Verwoerd (ruolo che avrebbe mantenuto fino al 1980). Da Ministro della Difesa perseguì una politica militare ambiziosa, modernizzando l'esercito e facendo in modo che il Sudafrica raggiungesse l'autosufficienza in materia di armamenti. Diede anche inizio a un programma nucleare segreto, militare e civile, in collaborazione con Israele.
Nel 1975, col sostegno dell'amministrazione statunitense del presidente Gerald Ford, Vorster progettò un'operazione segreta per imporre un governo filo-occidentale in Angola, che all'epoca era governato dal Movimento Popolare di Liberazione dell'Angola, di ispirazione marxista e appoggiato dall'Unione Sovietica. Botha e il suo capo dell'esercito, Magnus Malan, optarono però per misure più drastiche per contrastare la minaccia sovietica che ritenevano incombesse sul Sudafrica, e nell'agosto del 1975 diedero inizio a una guerra di invasione verso l'Angola. Le forze armate sudafricane giunsero fino a Luanda.
Nel dicembre dello stesso anno, però, un repentino mutamento nella politica statunitense (che aveva ritirato il proprio appoggio agli avversari dell'MPLA) lasciò il Sudafrica in uno stato di isolamento politico, costringendolo al ritiro. Da quel momento, la politica sudafricana verso l'Angola fu basata sull'appoggio al movimento ribelle dell'UNITA (National Union for the Total Independence of Angola) di Jonas Savimbi. L'ostilità sudafricana verso l'Angola era anche dovuta alla necessità di difendere la colonia dell'Africa del Sudovest (attuale Namibia) dalle azioni dell'organizzazione indipendentista SWAPO, che aveva le proprie basi proprio in Angola. In effetti, la questione del diritto del Sudafrica ad amministrare l'Africa del Sudovest era controversa anche a livello internazionale. Botha fu comunque irremovibile su questo punto, e introdusse nella colonia forze armate controrivoluzionarie, chiamate koevoet, che passarono alla storia anche per la loro spietatezza.
Alla fine degli anni settanta Botha mise in atto una politica di apertura dell'esercito alle popolazioni di colore. Il Sudafrica (che nel 1978 era l'undicesimo paese del mondo nella fabbricazione delle armi) venne a disporre quasi contemporaneamente di una potente forza nazionale multirazziale e della bomba atomica. Nel 1981 l'esercito sudafricano ricevette un'ulteriore iniezione di energia con l'introduzione di un rigido servizio di leva, che costringeva tutti i maschi a prestare servizio tutti gli anni fino al compimento di 55 anni.

#### Primo ministro del Sudafrica (1978-1984)
All'epoca della successione alla poltrona di Primo Ministro, nel 1978, Botha riuscì a sorpassare il proprio rivale Connie Mulder in seguito a uno scandalo finanziario; Mulder si trovò coinvolto in una questione di fondi neri versati dal governo al quotidiano The Citizen (l'unico quotidiano sudafricano in lingua inglese favorevole al governo). Nello stesso scandalo (il cosiddetto Scandalo dell'Informazione) fu in seguito coinvolto anche Vorster, accusato da una commissione d'inchiesta nominata proprio da Botha. Nel giugno del 1979 Vorster dovette dare le dimissioni dall'incarico di Presidente della Repubblica.
Divenuto Primo Ministro, Botha mise in atto una politica più cauta di quella dei suoi predecessori riguardo alle leggi razziali. Fu promotore di una riforma costituzionale verso un sistema federale che permettesse alle popolazioni di colore l'autogoverno nei propri territori e al tempo stesso comportasse di fatto la supremazia del governo centrale bianco. In politica estera cercò di migliorare le sue relazioni con l'occidente, in special modo con gli USA, ma con risultati alterni. Botha riteneva necessario conservare l'apartheid, pur mal visto dal mondo occidentale, al fine di arginare il comunismo africano che si era imposto in Angola e Mozambico. Il suo obiettivo fu quello di raggiungere una situazione di compromesso che permettesse al Sudafrica di conservare l'apartheid e al tempo stesso liberarsi dell'immagine di paese razzista sul piano internazionale.
Nel 1982 diversi membri dell'NP iniziarono a dimostrare insofferenza verso l'eccessivo riformismo di Botha; fra questi c'erano due ministri del suo governo, Andries Treurnicht e Ferdinand Hartzenberg, che rassegnarono le dimissioni e fondarono il Conservative Party, raccogliendo l'immediato sostegno di personalità come Vorster e Connie Mulder. Negli anni immediatamente successivi, il timore di essere "scavalcato a destra" dal Conservative Party fu probabilmente uno dei motivi che indusse Botha a rimanere su posizioni estremamente decise sul tema dell'apartheid.
Nel 1983, assistito dal suo Ministro delle Riforme Costituzionali Chris Heunis, Botha propose finalmente la nuova costituzione, approvata al 66,29% con un referendum del novembre dello stesso anno, che introduceva un sistema tricamerale con rappresentanza suddivisa per razze: la House of Assembly per i bianchi, la House of Representatives per i coloured, e la House of Delegates per la popolazione di etnia indiana (la popolazione nera restava comunque senza rappresentanti, essendo stata formalmente privata della cittadinanza sudafricana con la creazione dei bantustan). La nuova costituzione eliminava la carica di Primo Ministro, conferendo forti poteri esecutivi al Presidente. Questo nuovo ordinamento entrò in vigore nel 1984, e Botha fu eletto Presidente.

#### Presidente (1984-1989)
Durante la Presidenza di Botha, furono ulteriormente potenziati il programma nucleare e la presenza militare in Africa del Sudovest. Le politiche razziali continuarono a essere improntate a una certa moderazione; per esempio, Botha rese nuovamente leciti i matrimoni interrazziali (vietati dai precedenti governi dell'NP), consentì che si creassero partiti politici interrazziali e rese meno rigido il Group Areas Act che imponeva una rigida distinzione fra le aree abitate da bianchi e da neri. Nonostante ciò, Botha acquistò (specialmente in occidente) un'immagine molto prossima a quella di un dittatore razzista e crudele.
Negli Stati Uniti e in Gran Bretagna, tra gli altri, ci furono movimenti di sinistra che fecero pressione per infliggere sanzioni economiche al Sudafrica a causa del mancato riconoscimento dei diritti della popolazione nera. Ma sia l'amministrazione Reagan che quella Thatcher, all'interno del più vasto Commonwealth, furono contrari alle sanzioni. L'African National Congress (ANC), bandito come illegale in Sudafrica, all'estero era più rispettato dello stesso governo sudafricano. A partire dal 1985, le minacciate sanzioni economiche iniziarono a venire applicate; gli investimenti esteri crollarono, titoli e azioni vennero dismessi, la valuta nazionale, il Rand, perse molto del suo valore e l'economia sudafricana si avviò al collasso.
Mentre le pressioni internazionali crescevano, aumentava in proporzione la violenza della repressione poliziesca dei movimenti di protesta neri (in particolare dell'ANC e degli Zulu del Partito della Libertà Inkata). Nel 1986 Botha arrivò a dichiarare lo stato di emergenza, facendo così entrare in vigore uno speciale codice legislativo che concedeva poteri straordinari alla polizia e ai servizi segreti. Fra le misure più estreme varate dal governo Botha in quei mesi ci fu il Project Coast, diretto da Wouter Basson, che mirava a ridurre la fecondità delle popolazioni di colore.
Molto rappresentativo del governo di Botha fu il discorso del 15 agosto 1985 al congresso del National Party di Durban, passato alla storia come il "passaggio del Rubicone". In questo discorso, in cui ci si aspettava che venissero presentate riforme in linea con quanto veniva chiesto dalla comunità internazionale, Botha dichiarò di non volere scendere a patti e che Nelson Mandela non sarebbe stato rilasciato. A limitare l'attività riformatrice di Botha fu anche il peso elettorale che acquisì il Conservative Party alle elezioni amministrative e politiche.
Nel 1989 egli incontrò Mandela che, come noto, scontava una pena all'ergastolo dal 1964, allo scopo di fargli condannare gli atti di violenza commessi dai membri dell'African National Congress, ma anche questo tentativo fu un fallimento. Nel gennaio del 1989 Botha subì un colpo apoplettico e per breve tempo fu dichiarato incapace di governare. Chris Heunis assunse la presidenza "ad interim" per circa 100 giorni. Botha accettò di abbandonare la presidenza del partito ma rifiutò di dimettersi dalla carica di Capo dello Stato.
Alla fine dovette cedere: a causa delle divisioni e delle faide all'interno del suo stesso partito, provocate dalla sua intransigente politica, Botha presentò le dimissioni dalla carica di Presidente Statale del Sudafrica il 14 agosto dello stesso anno; in un celebre discorso trasmesso in televisione, però, sostenne di essere stato costretto a lasciare il posto da un complotto messo in atto dal suo governo, e in particolare da Frederik Willem de Klerk, che gli sarebbe succeduto come nuovo presidente.
Non appena eletto, de Klerk intraprese subito una campagna di riforme senza precedenti, annunciando la legalizzazione dell'ANC e degli altri gruppi anti-apartheid, il rilascio di Nelson Mandela e l'inizio di negoziati che avrebbero condotto il Sudafrica alle prime elezioni libere multirazziali il 27 aprile 1994.

### Ritiro dalla vita politica e decesso
Botha si ritirò, quindi, a vita privata nella sua tenuta a Wilderness, vicino alla città di George, sottraendosi all'attenzione dei mass-media. Ciononostante, continuò a lungo a criticare le riforme di de Klerk (a partire dalla liberazione di Mandela) e, tra l'altro, invitò a votare "no" al referendum del 1992 sulle riforme del suo successore. Si rifiutò inoltre di testimoniare davanti alla Commissione per la verità e la riconciliazione istituita dal nuovo governo di Mandela. Nel 1998 ricevette una condanna penale (poi sospesa) e un'ammenda per il suo rifiuto di testimoniare in relazione alle violazione dei diritti umani e alle violenze autorizzate dallo State Security Council (SSC) che, in qualità di Presidente, aveva diretto fino al 1989.
Pieter Willem Botha è morto a causa di un attacco di cuore il 31 ottobre 2006 nella sua casa di Wilderness all'età di novant'anni. L'ex presidente Nelson Mandela ha dichiarato che sebbene Botha rimanga un simbolo dell'Apartheid, lo si deve ricordare anche per aver mosso i primi passi verso i successivi negoziati di pace in Sudafrica.
Il presidente Thabo Mbeki ha annunciato che le bandiere sarebbero rimaste a mezz'asta il giorno del funerale per sottolineare la morte di quello che comunque è un ex capo di Stato. L'offerta di un funerale di stato è stata rifiutata dalla famiglia, e il funerale privato si è tenuto l'8 novembre nella città di George. Alla cerimonia hanno partecipato il presidente Mbeki e la moglie, l'ex presidente F.W. de Klerk, gli ex ministri Gerrit Viljoen e Gene Louw, l'ex Capo di stato maggiore Constand Viljoen, l'ex leader del Conservative Party ed ex ministro Ferdinand Hartzenberg. In tutto erano 800 coloro che offrivano l'ultimo saluto al defunto ex presidente. Dopo i funerali la salma è stata seppellita nel cimitero di Hoekwil, vicino a George.

## Vita privata
Botha ha sposato il 13 marzo 1943 Anna Elizabeth Rossouw, detta Elize, figlia di un pastore di Senekal, il Dottor S.H. Roussouw, con la quale ha avuto 5 figli (3 femmine e 2 maschi). Rimasto vedovo nel 1997, nel giugno del 1998 ha guadagnato le prime pagine della cronaca risposandosi, a 82 anni, con Barbara Robertson, una signora di 57 anni, inglese di nascita.
Pieter Botha non ha alcuna parentela col suo contemporaneo Roelof Frederik "Pik" Botha, anche lui uomo politico del National Party e Ministro degli Esteri del suo governo.

## Nella cultura di massa
Botha è un personaggio del libro L'analfabeta che sapeva contare.